# 伊塔乌纳
伊塔乌纳是巴西米纳斯吉拉斯州的一个市镇。总面积495.875平方公里，总人口85070人，人口密度171.6人/平方公里。